# Kabo (Repubblica Centrafricana)
Kabo è una subprefettura della Prefettura di Ouham, nella Repubblica Centrafricana. 